# Sar-i Pul (Provinz)
Sar-i Pul oder Sar-e Pol (Paschtu/Dari: سرپل) ist eine Provinz (velayat) im Norden Afghanistans.
Sie grenzt an die Provinzen Dschuzdschan, Balch, Samangan, Bamiyan, Ghor und Faryab (im Uhrzeigersinn, beginnend im Norden). Die Provinz wurde 1988 gegründet. Sie besitzt eine Fläche von 16.386 km², wovon etwa 85 % Bergland ist. Die Einwohnerzahl beträgt 643.530 (Stand: 2022). Hauptstadt der Provinz ist die im Norden gelegene gleichnamige Stadt Sar-i Pul.

## Verwaltungsgliederung
Die Provinz Sar-i Pul ist in folgende 7 Distrikte gegliedert:
- Balkhab
- Gosfandi
- Kohistanat
- Sancharak
- Sar-i Pul
- Sayyad
- Sozma Qala